# آرتور جینگل
آرتور جینگل (انگلیسی: Arthur Gingell; ۳۰ سپتامبر ۱۸۸۳ – ۲۰ فوریهٔ ۱۹۴۷) کشتی‌گیر اهل بریتانیا بود.